# Cristian Popescu
Cristian Popescu (n. 1 iunie 1959, București – d. 21 februarie 1995) a fost un poet român afiliat nouăzecismului literar.

## Date biografice
Deși a murit în 1995, la vârsta de 36 de ani, Cristian Popescu este considerat unul dintre cei mai importanti poeți ai anilor 90 și unul dintre cei mai proeminenți membri ai cenaclului literar Universitas condus de criticul literar și profesorul Mircea Martin.

## Volume publicate
- Familia Popescu, plachetă de versuri, în colecția Cartea cea mai mica, supliment al revistei Convingeri comuniste.
- Cuvînt înainte, Ed. Cartea Românească, 1988;
- Arta Popescu, Societatea Adevărul, 1994.

## Aprecieri critice
- Criticul Mircea Martin, spunea despre Cristian Popescu: "De la primele poezii publicate până la manuscrisele cele mai recent descoperite, aceleași idei poetice străbat opera sa, un amestec de vis și gândire, asa cum le definea însuși poetul.  Visele din capul mamei au explodat în inima pruncului."[necesită citare]
- Regizorul Gavriil Pinte a aranjat textele lui Cristian Popescu într-un spectacol coupee inedit. Interpretarea avea loc într-un vagon de tramvai ce circula pe linia tramvaiului 21 din București, iar spectacolul se numea Un tramvai numit Popescu, parafrazând desigur celebrul titlu al piesei lui Tennessee Williams, Un tramvai numit dorință („A Streetcar Named Desire” în limba engleză).

## Premii
- În decembrie 1986, a câștigat premiul pentru debut al editurii Editura Cartea Românească cu volumul Cuvânt înainte.